# Tyler Kolek
Tyler John Kolek (Providence, 27 de março de 2001) é um jogador norte-americano profissional de basquete que atualmente joga no New York Knicks da National Basketball Association (NBA).
Ele jogou basquete universitário por George Mason e Marquette e foi selecionado pelos Knicks como a 34ª escolha geral no draft da NBA de 2024.

## Início da vida e carreira no ensino médio
Kolek cresceu em Cumberland, Rhode Island, e inicialmente frequentou a Cumberland High School. Ele se transferiu para a St. George's School antes do início de seu último ano. Em seu terceiro ano, Kolek foi nomeado o Jogador do Ano de Basquete Masculino em Rhode Island após ter médias de 18,6 pontos, 8,4 rebotes, 2,8 assistências e 2,5 roubos de bola. Ele se comprometeu a jogar basquete universitário pela Universidade George Mason.

## Carreira universitária
Kolek iniciou sua carreira universitária em George Mason. Ele foi nomeado o Novato do Ano da Atlantic 10 como calouro após ter médias de 10,8 pontos, 3,6 rebotes e 2,3 assistências. Após o fim da temporada, o técnico Dave Paulsen foi demitido e Kolek entrou no portal de transferências da NCAA.
Kolek acabou transferindo-se para Universidade Marquette. Em sua primeira temporada, ele teve média de 6,7 pontos e liderou a Big East com média de 5,9 assistências. Em seu terceiro ano, Kolek foi nomeado o Jogador do Ano da Big East e também foi selecionado para a Primeira-Equipe da Big East. Ele também foi eleito o Melhor Jogador do Torneio da Big East de 2023 após ter médias de 18,7 pontos, sete rebotes e cinco assistências nas três partidas. Kolek teve médias de 12,9 pontos, 7,5 assistências, 4,1 rebotes e 1,8 roubos de bola ao longo de 36 jogos na temporada.

## Carreira profissional

### New York Knicks (2024–Presente)
Kolek foi selecionado pelo Portland Trail Blazers como a 34ª escolha geral no draft da NBA de 2024, no entanto, foi posteriormente trocado para o New York Knicks em troca dos direitos de draft de Dani Díez e escolhas de segunda rodada em 2027, 2029 e 2030. Em 5 de julho de 2024, ele assinou um contrato de 4 anos e US$9 milhões com os Knicks.
Em 22 de outubro de 2024, Kolek fez sua estreia na NBA em uma derrota por 132–109 para o Boston Celtics, marcando 3 pontos.

## Estatísticas da carreira
| Ano      | Equipe       | PJ  | PT  | MPJ  | AP   | 3P   | LL   | RT  | AS  | BR  | TO | PPJ  |
| -------- | ------------ | --- | --- | ---- | ---- | ---- | ---- | --- | --- | --- | -- | ---- |
| 2020–21  | George Mason | 22  | 18  | 30.7 | .399 | .358 | .794 | 3.6 | 2.3 | 1.3 | .1 | 10.8 |
| 2021–22  | Marquette    | 32  | 32  | 29.3 | .320 | .281 | .810 | 3.7 | 5.9 | 1.4 | .1 | 6.7  |
| 2022–23  | Marquette    | 36  | 36  | 32.3 | .471 | .398 | .802 | 4.1 | 7.5 | 1.8 | .1 | 12.9 |
| 2023–24  | Marquette    | 31  | 31  | 33.0 | .496 | .388 | .851 | 4.9 | 7.7 | 1.6 | .2 | 15.3 |
| Carreira | Carreira     | 121 | 117 | 31.3 | .421 | .356 | .814 | 4.0 | 5.8 | 1.5 | .1 | 11.4 |

Fonte:

## Vida pessoal
O pai de Kolek, Kevin Kolek, um policial aposentado, jogou basquete universitário na Southeastern Massachusetts University (atualmente Universidade de Massachusetts Dartmouth) e foi nomeado o Jogador do Ano da Conferência Little East por duas vezes. Seu irmão mais velho, Brandon, jogou basquete na Franklin Pierce University.